# Leonhard Hofmann
Leonhard Hofmann (* 13. August 1891 in Goßmannsdorf am Main; † nach 1944) war ein deutscher Verwaltungsjurist und Landrat.

## Leben
Nach dem Abitur am Albertus-Magnus-Gymnasium Regensburg absolvierte Leonhard Hofmann ein Studium der Rechtswissenschaften an der Ludwig-Maximilians-Universität München und der Julius-Maximilians-Universität Würzburg, wo er Mitglied der Studentenverbindung KDStV Gothia Würzburg war. Nach der ersten juristischen Staatsprüfung und dem anschließenden dreijährigen Vorbereitungsdienst (Referendariat), der ihn zum Amtsgericht Nürnberg, Landgericht Schweinfurt und zum Bezirksamt Ochsenfurt führte, folgte im Jahre 1908 das Große juristische Staatsexamen. Hofmann fand eine Anstellung als Akzessist bei der Regierung von Unterfranken. 1916 war er Assessor in Höchstadt, bevor er am 1. Februar 1922 als Bezirksamtmann Leiter des Bezirksamtes Ochsenfurt wurde. Am 1. Juni 1927 dort zum Regierungsrat befördert, wechselte er zum 16. September 1934 als Bezirksoberamtmann (ab 1939 Landrat) zum Bezirksamt Naila (ab 1939 Landkreis Naila). Ende Oktober 1940 wurde er in den Wartestand versetzt und später  bei der Regierung von Oberfranken verwendet. Im Februar 1945 schied er wegen Dienstunfähigkeit aus dem Amt. 
Hofmann war zunächst Mitglied der Bayerischen Volkspartei und zum 1. Mai 1933 in die NSDAP (Mitgliedsnummer 3.560.339) eingetreten. Von 1934 an war er Mitglied der paramilitärischen Vereinigung Nationalsozialistisches Kraftfahrkorps.